# Бад-Лар
Бад-Лар (нем. Bad Laer) — община в Германии, в земле Нижняя Саксония.
Входит в состав района Оснабрюк.  Население составляет 9144 человека (на 31 декабря 2010 года). Занимает площадь 46,85 км².
Коммуна подразделяется на 6 сельских округов.
| Год  | Население |
| ---- | --------- |
| 1990 | 6252      |
| 1995 | 7589      |
| 2000 | 8751      |
| 2005 | 9200      |
| 2010 | 9181      |